# George Webster (architecte)
Pour les articles homonymes, voir George Webster.
George Webster, né le 3 mai 1797 à Kendal et mort le 16 avril 1864 à Lindale, est un architecte britannique.

## Jeunesse
George Webster vient d'une famille d'ouvriers aspirant à être architectes, son père Francis (1767 - 1827) est lui décrit comme un "maçon, ouvrier et architecte" et dont la spécialité est la production de pièces de cheminées et de monuments funéraires en marbre,.
En 1827, Webster se marie avec Eleanor Lowrey, avec laquelle il a un fils et quatre filles.